# Saul Bellow
Saul Bellow (født 10. juni 1915, død 5. april 2005) var en canadisk-født amerikansk jødisk forfatter. Bellow var professor ved flere universiteter (Minnesota, Princeton, New York og Chicago), og regnes blandt de største amerikanske romanforfattere efter 2. verdenskrig. Han modtog Nobelprisen i litteratur i 1976.
Hans bøger har høstet stor anerkendelse både blandt kritikere og publikum, og flere af bøgerne er prisbelønnede. Et gennemgående tema er det moderne, urbane menneskes forsøg på at finde sin plads i samfundet, ofte med baggrund i en jødisk identitet.
Debutromanen Dangling Man (1944) er om en ung mand som går og venter på indkaldelse til militærtjeneste i krigens første år. Skyldproblemet er tema i The Victim (1947, dansk overs. Ofret, 1954). Så fulgte pikaresk-romanen The Adventures of Augie March (1953, dansk overs. En ung amerikaners eventyr, 1955) og Seize the Day (1956, dansk overs. Grib dagen, 1966). Henderson the Rain King (1959, dansk overs. Regnkongen Henderson, 1960) er om en kraftig og egocentrisk millionær som bliver udsat for fantastiske oplevelser i Afrika. Hovedpersonen i Herzog (1964, dansk overs. 1965), en midaldrende universitetslærer i filosofi, gennemgår en krise som næsten fører ham til selvmord. I 1970 udkom Mr. Sammler's Planet (dansk overs. samme år). Efter udgivelsen af Humboldt's Gift (1975, dansk overs. Humboldts gave, 1977) blev Bellow tildelt Nobelprisen i litteratur 1976. Senere romaner er The Dean's December (1982, dansk overs. Dekanens december, 1983), hvor handlingen udspiller sig i Rumænien, og More Die of Heartbreak (1987, dansk overs. Der er flere der dør af hjertesorg, 1988). Kortromanerne A Theft (Ringen) og The Bellarosa Connection (Bellarosa-forbindelsen) blev begge udgivet i 1989, og kom på dansk året efter. The Actual kom i 1997 (dansk overs. Den ægte, 1998), og Ravelstein i 2000 (dansk overs. 2001).
Bellow skrev også et skuespil, The Last Analysis, som blev opført i New York i 1964. Noveller er samlet i Mosby's Memoirs (1968), Him with His Foot in His Mouth (1984, dansk overs. Ham med foden i spinaten, 1985) og Something to Remember Me By (1991). Efter en rejse til Israel 1975 skrev han To Jerusalem and Back (dansk overs. Jerusalem tur-retur, 1977). Essayer er samlet i It All Adds Up (1994).